# Parahesperornis alexi
Parahesperornis alexi (парагесперорніс) — вид викопних птахів родини Гесперорнісові (Hesperornithidae). Викопні залишки відомі з центральної Північної Америки. Вид існував у кінці крейдяного періоду, близько 85 млн років тому.

## Ресурси Інтернету
- Kansas Geological Survey: Parahesperornis alexi reconstruction [Архівовано 27 вересня 2011 у Wayback Machine.]. Retrieved 2007-NOV-04.
- Oceans of Kansas Paleontology:  [Архівовано 10 березня 2013 у Wayback Machine.]. Retrieved 209-JAN-15
- UC Davis: Moveable 3D rendering of P. alexi tibiotarsus. Digitized from KUVP 2287. Requires Java, IFC or 3DC plugin. Оновлено 2007-NOV-04.

| Гасторніс | Це незавершена стаття про викопних птахів. Ви можете допомогти проєкту, виправивши або дописавши її. |